# Humberto Selvetti
Humberto Selvetti, född 31 mars 1932 i Colón, död 1992 i Wilde, var en argentinsk tyngdlyftare.
Selvetti blev olympisk silvermedaljör i +90-kilosklassen i tyngdlyftning vid sommarspelen 1956 i Melbourne.